# Gisela Hüller
Gisela Hüller (* 26. September 1935 in Delmenhorst) ist eine deutsche Politikerin (FDP) und war Mitglied der Bremischen Bürgerschaft.

## Biografie
Hüller war vor ihrer Abgeordnetenzeit als Auslandskorrespondentin in Bremen tätig.
Sie wurde Mitglied der FDP und verließ diese 1983 nach der Umorientierung der Partei, wie bundesweit viele andere. Von 1975 bis 1983 war sie Mitglied der 9. und 10. Bremischen Bürgerschaft und dort Mitglied verschiedener Deputationen, u. a. für Soziales.
Hüller war Mitglied im 2018 aufgelösten Frauen-Erwerbs- und Ausbildungsverein Bremen. Von 1987 bis 2002 und zuletzt von 2015 bis 2018 war sie Vorsitzende des Vereins. Sie war 1979 zusammen mit Peter Senft (SPD) Mitgründerin des Bremer Sinti-Vereins und später langjährige Vorsitzende.
Sie ist verheiratet und hat vier Kinder.